# LVI. Panzerkorps (Wehrmacht)
Das Generalkommando LVI. (56.) A.K. war ein militärischer Großverband der deutschen Wehrmacht, und wurde am 15. Februar 1941 im Wehrkreis VI als LVI. Armeekorps (mot.) aufgestellt und war während des Zweiten Weltkrieges an der Ostfront gegen die Sowjetunion eingesetzt. Am 16. März 1942 erfolgte die Umbenennung in LVI. Panzerkorps.

## Geschichte

### 1941
Für die geplante Operation Barbarossa wurde das Generalkommando unter General von Manstein nach Ostpreußen verlegt. Am 22. Juni 1941 trat das LVI. AK (mot.) im Rahmen der Panzergruppe 4 (Hoepner) im Raum östlich von Ragnit bis Haselberg zum Angriff über den Njemen an. Die links von der 290. Infanterie-Division gedeckte 8. Panzer-Division (General Brandenberger) nahm Jurbarkas, dahinter folgte die 3. Infanterie-Division (mot.) zur Dubyssa nach, wo am Nachmittag ein Brückenkopf bei Ariogala gebildet wurde. In wenigen Tagen wurden 240 Kilometer zurückgelegt, am 27. Juni Dünaburg erobert und gegen den Widerstand der sowjetischen 11. Armee (General Morosow) ein nördlicher Brückenkopf errichtet. Die Brückenköpfe am nördlichen Düna-Ufer wurden weiter ausgedehnt, die SS-Division Totenkopf nachgezogen und am 29. Juni der Vormarsch in Richtung Opotschka fortgesetzt. Zwischen 15. und 18. Juli war das LVI. A.K. vorübergehend zwischen Mschaga und Solzy von sowjetischen Truppen umzingelt, es wurde ein Teilrückzug auf Dno nötig, wo das Eingreifen des nachfolgenden I. Armeekorps die Lage wiederherstellte. Beim weiteren Vorstoß westlich des Ilmensees kam es vor Utorgosch zu starken Gegenangriffen der sowjetischen Operativen Gruppe Luga (General Pjadyschew, ab 23. Juli General Astanin), die 8. Panzerdivision musste aus der Angriffsrichtung heraus nach Südosten abgedreht werden. Während die 16. Armee mit dem I. A.K. die Front an der Mschaga westlich des Ilmensee übernahm, sollte das LVI. A.K. über Luga nach Leningrad vorstoßen, dazu wurden diesem die 3. mot. Division, die 269. Infanterie-Division und die neu zugeführte SS-Polizei-Division unterstellt. Am 15. August wurde das Korps aber umgelenkt, um den an der Lowat bedrängten X. Armeekorps zur Hilfe zu kommen. Am 17. August marschierte das Korps mit der motorisierten 3. Infanterie-Division und der SS-Polizei-Division bei Dno auf und griff gegen die Linie Dolschino–Rutschji umfassend nach Osten an. Die Panzergruppe 4 hatte sich langsam mit ihren vordersten Teilen bis zum 20. August in den Raum westlich Krasnogwardeisk vorgeschoben. Bis zum 20. August drängte das LVI. Korps zusammen mit dem rechten Flügel des X. Korps das sowjetische 61. Schützenkorps im Raum südlich Staraja Russa über den Polist zum Lowat–Abschnitt zurück. Die Kämpfe dauerten bis Ende August 1941, als die letzten sowjetischen Truppen im Luga-Kessel niedergekämpft werden konnten. Am 27. August wurde die Linie Saputschje-Gadilowa-Rauschewo erreicht, südlich des Ilmensees gingen Truppenteile bei Welikoselska über die Robja. Am 4. September stand das Korps am Westufer der Pola, am 13. September wurde der Raum südwestlich Demjansk besetzt.
Am 19. September liefen die Vorbereitungen für den Angriff auf Moskau, an. Das Generalkommando unter dem neuen Kommandierenden General Schaal wurde an den Mittelabschnitt der Ostfront verlegt und im Rahmen der Panzergruppe 3 (Hoepner) zusammen mit der 9. Armee eingesetzt. Am 7. Oktober erreichte die 7. Panzer-Division Wjasma und hatte die Verbindung zu der von Süden entgegenstoßenden 10. Panzer-Division des XXXX. mot. Armeekorps hergestellt. Vier sowjetische Armeen wurden im Kessel westlich von Wjasma eingeschlossen. Für die Operationen gegen Sytschowka und Stariza an der nördlichen Front der Moskauer Schutzstellung waren die 6. und 7. Panzer-Division sowie die 14. Infanterie-Division (mot.) zugeteilt. Bis Anfang Dezember erreichte das Panzerkorps den Wolga-Kanal bei Dmitrow und den Raum Jachroma. Ab 5. Dezember begannen im Raum Kalinin massive Gegenangriffe gegen die Stellungen der 9. Armee, welche auch den Rücken der 3. Panzerarmee bedrohte. Während der heftigen Abwehrkämpfe des XXXXI. A.K. (vorwiegend motorisierte 36. ID.) gab es keine direkten Angriff gegen die 7. Panzer-Division, dennoch erfolgte bis 13. Dezember zusammen mit dem Rest des LVI. Armeekorps die Räumung des Frontbogen von Klin.

### 1942/43
Im Frühjahr 1942 wurde das LVI. Korps zwischen Sytschowka und Gschatsk herausgelöst und am 16. März 1942 erfolgte die Umbenennung in LVI. Panzerkorps. Zwischen März 1942 und August 1943 wurde es im Rahmen der 4. Armee zusammen mit dem XXXXIII. Armeekorps im Raum zwischen Spas-Demensk und Kirow  gegenüber der sowjetischen 10. Armee eingesetzt und teilweise auch zur Bekämpfung der im dortigen Hinterland stehenden sowjetischen Partisanenverbände verwendet. Vom XXXXI. Panzerkorps waren zeitweilig die Gruppe Decker und Teile der 86. und 328. Infanterie-Division zugeteilt. Danach organisierte das Generalkommando mit der 267. und 331. Infanterie- sowie der 10. Infanterie-Division (mot.) die Unternehmen Dietrich, Banditenstreiche und Eisvogel gegen die Partisanen und zog sich im Unternehmen Büffelbewegung (Februar/März 1943) auf den neuen Abschnitt im Raum Spas-Demensk zurück. Im April 1943 waren dem LVI. Panzerkorps die 31., 131., 267., 321. Infanterie- und die motorisierte 14. Infanterie-Division zugeteilt. Das LVI. Korps hielt im Süden bei Pesotschnja Anschluss an das LV. Armeekorps der 9. Armee und im Norden bei Kusemki Verbindung zum XII. Armeekorps, es war westlich des Flusses Bolwa konzentriert: im Süden hielt die 321. Infanterie-Division am Westufer Stellungen gegenüber Kirow, im Westen und Norden des Frontvorsprunges hielten die 131. und 14. Infanterie-Division. Im August 1943 befand sich das Generalkommando gegenüber der sowjetischen Westfront in Abwehrkämpfen im Raum östlich von Roslawl (am 25. September aufgegeben). Das Korpskommando wurde vom XXXXI. Panzerkorps abgelöst und schied Ende August aus dem Verband der 9. Armee aus. Es erreichte über Brjansk und Starodub den neuen Einsatzraum bei der 2. Armee im Raum 50 km westlich von Sewsk. Der Rückzug über den Dnjepr-Abschnitt erfolgte im September 1943 im Raum Shlobin, dabei deckte das Korps die wichtige Bahnlinie zwischen Shlobin und Kalinkowitschi. Von Oktober bis Jahresende zwischen Pripjat und Desna als Nachbar des XX. Armeekorps eingesetzt, unterstanden dem Korps im Raum südlich Mosyr die Kampfgruppe 137. Infanterie-Division, die Korpsabteilung E, Reste der 12. und Teile der 4. Panzer-Division.

### 1944
Ende Januar 1944 waren dem Generalkommando im Bereich der 9. Armee im Raum Paritschi die 11. und 35. Infanterie- und die 4. Panzer-Division unterstellt. Nach der im Januar losbrechenden Offensive durch die 1. Ukrainische Front wurden die deutschen Einheiten im Februar über den Stochod zurückgedrängt. In der Polesser Operation führte das ins östliche Pripjat-Gebiet verlegte LVI. Panzerkorps ab 21. März mit der 4. und 5. Panzer-Division starke Gegenangriffe zum Entsatz von Kowel durch. Im April 1944 sicherte es zusammen mit ungarischen Verbänden die Zugänge nach Brest-Litowsk. Im Unternehmen Ilse gelang der Gruppe Hoßbach (35., 110. und 129. Infanterie-Division) zusammen mit dem königlichen ungarischen VIII. Korps im Gegenangriff an der Turia die Front südwestlich von Kowel zu stabilisieren. Am 30. Mai 1944 wurde nach der Etablierung der Heeresgruppe Nordukraine der Kommandobereich des Korps der 4. Panzerarmee unterstellt, in diesem Monat waren die 26., 131., 342. Infanterie- und die 1. Skijäger-Division zugeteilt. Am 6. Juli wurde in Erwartung einer neuen sowjetischen Offensive (Lublin-Brester Operation) Kowel aufgegeben und nach dem Angriff der Rückzug über den Bug in Richtung auf Chelm angetreten. Der Durchbruch der sowjetischen 8. Gardearmee brachte am 24. Juli den Verlust von Lublin, der Rückzug endete erst hinter der Weichsel. Im September 1944 waren die 214., 253. und 342. Infanterie-Division zugeteilt. Im November wechselte das Generalkommando zurück zur 9. Armee und sicherte im Anschluss an das nördlicher stehende VIII. Armeekorps gegenüber den sowjetischen Weichsel-Brückenkopf bei Pulawy.

### 1945
Im Januar 1945 wurde das LVI. Panzerkorps in der Weichsel-Oder-Operation mit der 17. und 214. Infanterie-Division umschlossen und aus dem Raum Radom nach Süden abgedrängt und geriet in sowjetische Gefangenschaft, der Kommandierende General Block fiel bei den folgenden Rückzugskämpfen.
Für die Wiederaufstellung wurde im Februar 1945 aus dem stellvertretenden Generalkommando VIII. Armeekorps die „Korpsgruppe Schlesien“ aufgestellt, welches am 7. März als LVI. Panzerkorps bezeichnet und unter General Koch-Erpach an den Kämpfen in Oberschlesien beteiligt war. Die zugeteilte 20. SS-Division sowie die Reste der 168. Infanterie-Division wurden Mitte März zwischen der Glatzer Neiße und der Oder bei Oppeln von den Sowjets abgeschnitten und eingekesselt, das gerettete Generalkommando LVI. wurde herausgezogen und der 9. Armee nach Müncheberg zugeführt. Vom 16. bis 19. April erlitten die neu zugeteilten Verbände des LVI. Panzerkorps im Großkampf an der Oder schwere Verluste. Bei den Kämpfen um die Seelower Höhen waren die 18. und 25. Panzergrenadier-Division, die Panzer-Division Müncheberg, die schwere SS-Panzer-Abteilung 102 und die Panzergrenadier-Division Kurmark unterstellt. Katukows 1. Gardepanzerarmee und Tschuikows 8. Gardearmee hatten die deutsche Front zwischen Wriezen und Müncheberg aufgerissen. Die Reste des LVI. Panzerkorps mussten sich auf die Linie Rahnsdorf-Neuenhagen und im Laufe des 21. April auf die Linie Köpenick-Marzahn nach Berlin zurückziehen. Am 23. April wurde General der Artillerie Weidling zum neuen Kommandanten von Berlin ernannt, das Generalkommando übernahm die Verteidigung der Stadt und wurde nach der Kapitulation Anfang Mai 1945 aufgelöst.

## Führung
Kommandierende Generale
- General der Infanterie Erich von Manstein 15. Februar 1941 – 12. September 1941
- General der Panzertruppe Ferdinand Schaal 12. September 1941 – 1. März 1942
- General der Panzertruppe Rudolf Veiel 1. März 1942 – 1. August 1943
- General der Infanterie Friedrich Hoßbach 12. August 1943 – 14. November 1943
- General der Infanterie Anton Grasser 14. November 1943 – 9. Dezember 1943
- General der Infanterie Friedrich Hoßbach 9. Dezember 1943 – 14. Juni 1944
- General der Infanterie Johannes Block 15. Juni 1944 – 26. Januar 1945
- General der Kavallerie Rudolf Koch-Erpach 26. Januar 1945 – 10. April 1945
- General der Artillerie Helmuth Weidling 10. – 28. April 1945
- Generalmajor Werner Mummert 28. April – 1. Mai 1945